# Mauritius damlandslag i fotboll
Mauritius damlandslag i fotboll representerar Mauritius i fotboll på damsidan. Dess förbund är Mauritius Football Association. De har endast spelat två matcher, båda mot Réunion, den 3 juni respektive 25 november 2012.